# Selección de fútbol de Bielorrusia
La selección de fútbol de Bielorrusia (en bielorruso: Нацыянальная зборная Беларусі па футболе; Natsyianalnaya zbornaya Belarusi pa Futbole)  Federación de Fútbol de Bielorrusia, perteneciente a la UEFA.
El seleccionado de Bielorrusia nació en 1992 tras la independencia de este al quebrarse la Unión de Repúblicas Socialistas Soviéticas. Previo a ese año, los jugadores de origen bielorruso jugaban en la Selección de la Unión Soviética.
Entre sus mayores logros deportivos destacan el tercer puesto en su grupo en las eliminatorias rumbo a Corea-Japón 2002, donde obtuvo victorias ante Gales, Noruega y Polonia. En las eliminatorias rumbo a la Eurocopa 2008 logró el cuarto puesto en su grupo, destacando una victoria 2-1 ante Países Bajos como local. En las eliminatorias rumbo a la Eurocopa 2012 vuelve a quedar cuarto en su grupo, logrando una histórica victoria de visitante ante Francia por 1-0, el 3 de septiembre del 2010.

## Estadísticas

### Copa Mundial de Fútbol
| Copa Mundial de Fútbol | Copa Mundial de Fútbol      | Copa Mundial de Fútbol      | Copa Mundial de Fútbol      | Copa Mundial de Fútbol      | Copa Mundial de Fútbol      | Copa Mundial de Fútbol      | Copa Mundial de Fútbol      |
| Año                    | Ronda                       | J                           | G                           | E                           | P                           | GF                          | GC                          |
| ---------------------- | --------------------------- | --------------------------- | --------------------------- | --------------------------- | --------------------------- | --------------------------- | --------------------------- |
| 1930 - 1990            | Parte de la Unión Soviética | Parte de la Unión Soviética | Parte de la Unión Soviética | Parte de la Unión Soviética | Parte de la Unión Soviética | Parte de la Unión Soviética | Parte de la Unión Soviética |
| 1994                   | No participó                | No participó                | No participó                | No participó                | No participó                | No participó                | No participó                |
| 1998                   | No clasificó                | No clasificó                | No clasificó                | No clasificó                | No clasificó                | No clasificó                | No clasificó                |
| 2002                   | No clasificó                | No clasificó                | No clasificó                | No clasificó                | No clasificó                | No clasificó                | No clasificó                |
| 2006                   | No clasificó                | No clasificó                | No clasificó                | No clasificó                | No clasificó                | No clasificó                | No clasificó                |
| 2010                   | No clasificó                | No clasificó                | No clasificó                | No clasificó                | No clasificó                | No clasificó                | No clasificó                |
| 2014                   | No clasificó                | No clasificó                | No clasificó                | No clasificó                | No clasificó                | No clasificó                | No clasificó                |
| 2018                   | No clasificó                | No clasificó                | No clasificó                | No clasificó                | No clasificó                | No clasificó                | No clasificó                |
| 2022                   | No clasificó                | No clasificó                | No clasificó                | No clasificó                | No clasificó                | No clasificó                | No clasificó                |
| 2026                   | Por disputarse              | Por disputarse              | Por disputarse              | Por disputarse              | Por disputarse              | Por disputarse              | Por disputarse              |
| 2030                   | Por disputarse              | Por disputarse              | Por disputarse              | Por disputarse              | Por disputarse              | Por disputarse              | Por disputarse              |
| 2034                   | Por disputarse              | Por disputarse              | Por disputarse              | Por disputarse              | Por disputarse              | Por disputarse              | Por disputarse              |
| Total                  | 0/22                        | -                           | -                           | -                           | -                           | -                           | -                           |

### Eurocopa
| Eurocopa    | Eurocopa                                        | Eurocopa                                        | Eurocopa                                        | Eurocopa                                        | Eurocopa                                        | Eurocopa                                        | Eurocopa                                        |
| Año         | Ronda                                           | J                                               | G                                               | E                                               | P                                               | GF                                              | GC                                              |
| ----------- | ----------------------------------------------- | ----------------------------------------------- | ----------------------------------------------- | ----------------------------------------------- | ----------------------------------------------- | ----------------------------------------------- | ----------------------------------------------- |
| 1960 - 1988 | Parte de la Unión Soviética                     | Parte de la Unión Soviética                     | Parte de la Unión Soviética                     | Parte de la Unión Soviética                     | Parte de la Unión Soviética                     | Parte de la Unión Soviética                     | Parte de la Unión Soviética                     |
| 1992        | Parte de la Comunidad de Estados Independientes | Parte de la Comunidad de Estados Independientes | Parte de la Comunidad de Estados Independientes | Parte de la Comunidad de Estados Independientes | Parte de la Comunidad de Estados Independientes | Parte de la Comunidad de Estados Independientes | Parte de la Comunidad de Estados Independientes |
| 1996        | No clasificó                                    | No clasificó                                    | No clasificó                                    | No clasificó                                    | No clasificó                                    | No clasificó                                    | No clasificó                                    |
| 2000        | No clasificó                                    | No clasificó                                    | No clasificó                                    | No clasificó                                    | No clasificó                                    | No clasificó                                    | No clasificó                                    |
| 2004        | No clasificó                                    | No clasificó                                    | No clasificó                                    | No clasificó                                    | No clasificó                                    | No clasificó                                    | No clasificó                                    |
| 2008        | No clasificó                                    | No clasificó                                    | No clasificó                                    | No clasificó                                    | No clasificó                                    | No clasificó                                    | No clasificó                                    |
| 2012        | No clasificó                                    | No clasificó                                    | No clasificó                                    | No clasificó                                    | No clasificó                                    | No clasificó                                    | No clasificó                                    |
| 2016        | No clasificó                                    | No clasificó                                    | No clasificó                                    | No clasificó                                    | No clasificó                                    | No clasificó                                    | No clasificó                                    |
| 2020        | No clasificó                                    | No clasificó                                    | No clasificó                                    | No clasificó                                    | No clasificó                                    | No clasificó                                    | No clasificó                                    |
| 2024        | No clasificó                                    | No clasificó                                    | No clasificó                                    | No clasificó                                    | No clasificó                                    | No clasificó                                    | No clasificó                                    |
| 2028        | Por definir                                     | Por definir                                     | Por definir                                     | Por definir                                     | Por definir                                     | Por definir                                     | Por definir                                     |
| 2032        | Por definir                                     | Por definir                                     | Por definir                                     | Por definir                                     | Por definir                                     | Por definir                                     | Por definir                                     |
| Total       | 0/17                                            | -                                               | -                                               | -                                               | -                                               | -                                               | -                                               |

### Liga de Naciones de la UEFA
| Liga de Naciones de la UEFA | Liga de Naciones de la UEFA | Liga de Naciones de la UEFA | Liga de Naciones de la UEFA | Liga de Naciones de la UEFA | Liga de Naciones de la UEFA | Liga de Naciones de la UEFA | Liga de Naciones de la UEFA | Liga de Naciones de la UEFA | Liga de Naciones de la UEFA |
| Año                         | L                           | G                           | Ronda                       | J                           | G                           | E                           | P                           | GF                          | GC                          |
| --------------------------- | --------------------------- | --------------------------- | --------------------------- | --------------------------- | --------------------------- | --------------------------- | --------------------------- | --------------------------- | --------------------------- |
| 2018-19                     | D                           | 2                           | Segundo lugar               | 6                           | 4                           | 2                           | 0                           | 10                          | 0                           |
| 2020-21                     | C                           | 4                           | Tercer lugar                | 6                           | 3                           | 1                           | 2                           | 10                          | 8                           |
| 2022-23                     | C                           | 3                           | Cuarto lugar                | 6                           | 0                           | 3                           | 3                           | 3                           | 7                           |
| Total                       | Total                       | Total                       | 3/3                         | 18                          | 7                           | 6                           | 5                           | 23                          | 15                          |

## Últimos partidos y próximos encuentros
Actualizado al último partido jugado el 5 de junio de 2025
| Fecha      | Ciudad       | Local             | Resultado | Visitante         | Competición                     |
| ---------- | ------------ | ----------------- | --------- | ----------------- | ------------------------------- |
| 12-10-2024 | Zalaegerszeg | Bielorrusia       | 0:0       | Irlanda del Norte | Liga de Naciones UEFA 24/25     |
| 15-10-2024 | Zalaegerszeg | Bielorrusia       | 1:1       | Luxemburgo        | Liga de Naciones UEFA 24/25     |
| 15-11-2024 | Belfast      | Irlanda del Norte | 2:0       | Bielorrusia       | Liga de Naciones UEFA 24/25     |
| 18-11-2024 | Plovdiv      | Bulgaria          | 1:1       | Bielorrusia       | Liga de Naciones UEFA 24/25     |
| 20-03-2025 | Dushambe     | Tayikistán        | 0:5       | Bielorrusia       | Partido amistoso                |
| 25-03-2025 | Absherón     | Azerbaiyán        | 0:2       | Bielorrusia       | Partido amistoso                |
| 05-06-2025 | Minsk        | Bielorrusia       | 4:1       | Kazajistán        | Partido amistoso                |
| 10-06-2025 | Minsk        | Bielorrusia       | -:-       | Rusia             | Partido amistoso                |
| 05-09-2025 | Atenas       | Grecia            | -:-       | Bielorrusia       | Clasificación Copa Mundial 2026 |
| 08-09-2025 | TBD          | Bielorrusia       | -:-       | Escocia           | Clasificación Copa Mundial 2026 |

## Jugadores

### Última convocatoria
Convocados para los partidos frente a Tayikistán y Azerbaiyán en marzo de 2025.
| No. | Pos. | Jugador              | Fecha de nacimiento (edad)         | Apa. | Goles | Club                |
| --- | ---- | -------------------- | ---------------------------------- | ---- | ----- | ------------------- |
|     | POR  | Pavel Pavlyuchenko   | 1 de enero de 1998 (27 años)       | 15   | 0     | Maxline Vitebsk     |
|     | POR  | Fyodor Lapoukhov     | 20 de junio de 2003 (21 años)      | 8    | 0     | CSKA Sofia          |
|     | POR  | Maksim Belov         | 23 de abril de 1999 (26 años)      | 0    | 0     | Neman Grodno        |
|     |      |                      |                                    |      |       |                     |
|     | DEF  | Sergey Politevich    | 9 de abril de 1990 (35 años)       | 51   | 2     | Torpedo Zhodino     |
|     | DEF  | Kiryl Pyachenin      | 18 de marzo de 1997 (28 años)      | 36   | 0     | Krylia Sovetov      |
|     | DEF  | Pavel Zabelin        | 30 de junio de 1995 (29 años)      | 9    | 1     | Sokol Sarátov       |
|     | DEF  | Yegor Parkhomenko    | 7 de enero de 2003 (22 años)       | 4    | 0     | Neman Grodno        |
|     | DEF  | Alyaksey Hawrylovich | 5 de enero de 1990 (35 años)       | 4    | 0     | Dinamo Minsk        |
|     | DEF  | Vadim Pigas          | 8 de agosto de 2001 (23 años)      | 4    | 0     | Dinamo Minsk        |
|     | DEF  | Dmitry Prishchepa    | 21 de junio de 2001 (23 años)      | 4    | 0     | Rotor Volgogrado    |
|     | DEF  | Nikita Demchenko     | 6 de septiembre de 2002 (22 años)  | 3    | 1     | Dinamo Minsk        |
|     | DEF  | Maksim Kasarab       | 10 de junio de 2003 (22 años)      | 1    | 0     | Dinamo Brest        |
|     |      |                      |                                    |      |       |                     |
|     | MED  | Max Ebong            | 26 de agosto de 1999 (25 años)     | 46   | 5     | Astaná              |
|     | MED  | Yevgeny Yablonsky    | 10 de mayo de 1995 (30 años)       | 43   | 4     | Asteras Trípoli     |
|     | MED  | Yury Kavalyow        | 27 de enero de 1993 (32 años)      | 28   | 2     | Baltika Kaliningrad |
|     | MED  | Valery Gromyko       | 23 de enero de 1997 (28 años)      | 23   | 2     | Kairat Almaty       |
|     | MED  | Valery Bocherov      | 10 de agosto de 2000 (24 años)     | 19   | 0     | Ufa                 |
|     | MED  | Artem Kontsevoy      | 26 de agosto de 1999 (25 años)     | 13   | 2     | Rodina Moscú        |
|     | MED  | Pavel Sedko          | 3 de abril de 1998 (27 años)       | 12   | 1     | Torpedo Zhodino     |
|     | MED  | Kirill Zinovich      | 5 de marzo de 2003 (22 años)       | 1    | 0     | Dynamo Majachkalá   |
|     |      |                      |                                    |      |       |                     |
|     | DEL  | Vitaly Lisakovich    | 8 de febrero de 1998 (27 años)     | 24   | 7     | Baltika Kaliningrad |
|     | DEL  | Herman Barkouski     | 25 de junio de 2002 (22 años)      | 7    | 0     | Puszcza Niepołomice |
|     | DEL  | Trofim Melnichenko   | 18 de septiembre de 2006 (18 años) | 3    | 1     | Porto B             |
|     | DEL  | Artyom Shumansky     | 25 de mayo de 2004 (21 años)       | 2    | 0     | CSKA Moscú          |

### Partidos jugados
En esta lista se muestran los jugadores con más partidos disputados con la selección. En negrita aparecen los jugadores que aún están en activo.
Actualizado al 31 de octubre de 2021.
|    | Jugador                | Partidos | Goles | Años      |
| -- | ---------------------- | -------- | ----- | --------- |
| 1  | Alyaksandr Kulchy      | 102      | 5     | 1996–2012 |
| 2  | Alexander Hleb         | 80       | 6     | 2001-2014 |
| 2  | Sergei Gurenko         | 80       | 3     | 1994-2006 |
| 4  | Sergei Kornilenko      | 78       | 17    | 2003-2016 |
| 5  | Timofei Kalachev       | 76       | 10    | 2004–2016 |
| 6  | Alyaksandr Martynovich | 75       | 2     | 2009-     |
| 7  | Syarhey Kislyak        | 74       | 9     | 2009–     |
| 8  | Syarhey Amelyanchuk    | 74       | 1     | 2002–2011 |
| 9  | Sergei Shtanyuk        | 71       | 3     | 1995–2007 |
| 10 | Stanislaw Drahun       | 68       | 11    | 2011–     |
| 11 | Igor Shitov            | 66       | 1     | 2008-     |

Sergei Aleinikov consiguió 81 internacionalidades y marcó 6 goles con la URSS, el CEI y Bielorrusia en total durante el periodo 1984–1994.

### Máximos goleadores
En esta lista se muestran los jugadores con más goles anotados con la selección. En negrita aparecen los jugadores que aún están en activo.
Actualizado al 31 de octubre de 2021.
|    | Jugador            | Goles | Partidos | Años      |
| -- | ------------------ | ----- | -------- | --------- |
| 1  | Maksim Romáschenko | 20    | 64       | 1998–2008 |
| 2  | Sergei Kornilenko  | 17    | 78       | 2003–2016 |
| 3  | Vitali Kutuzov     | 13    | 52       | 2002–2011 |
| 4  | Vyacheslav Hleb    | 12    | 45       | 2004–2011 |
| 5  | Stanislaw Drahun   | 11    | 68       | 2011-     |
| 6  | Raman Vasilyuk     | 10    | 24       | 2000–2008 |
| 6  | Vitali Rodionov    | 10    | 48       | 2007–2017 |
| 6  | Valentin Belkevich | 10    | 56       | 1992–2005 |
| 6  | Timofei Kalachev   | 10    | 76       | 2004–2016 |
| 10 | Syarhey Kislyak    | 9     | 70       | 2009-     |

## Entrenadores
| Entrenador                     | Periodo              | Partidos | Ganados | Empatados | Perdidos | Goles   |
| ------------------------------ | -------------------- | -------- | ------- | --------- | -------- | ------- |
| Mikhail Vergeyenko             | 1992–1994, 1997–1999 | 24       | 2       | 6         | 16       | 22–40   |
| Sergei Borovski                | 1994–1996, 1999–2000 | 26       | 4       | 9         | 13       | 21–43   |
| Eduard Maloféyev               | 2000–2003            | 22       | 10      | 5         | 7        | 31–31   |
| Valery Stralcou (interino)     | 2002                 | 1        | 0       | 0         | 1        | 0–3     |
| Anatoliy Baidachny             | 2003–2005            | 22       | 10      | 4         | 8        | 34–29   |
| Yuri Puntus                    | 2006–2007            | 14       | 3       | 4         | 7        | 19–26   |
| Bernd Stange                   | 2007–2011            | 49       | 17      | 14        | 18       | 65–54   |
| Georgi Kondratiev              | 2011–2014            | 27       | 9       | 8         | 11       | 37–35   |
| Andréi Zigmantóvich (interino) | 2014                 | 2        | 1       | 0         | 1        | 3–5     |
| Aliaksandr Jatskevich          | 2014–2016            | 18       | 6       | 6         | 6        | 14–19   |
| Igor Kriushenko                | 2017–2019            | 25       | 8       | 4         | 13       | 23–37   |
| Mikhail Markhel                | 2019-2021            | 19       | 7       | 3         | 9        | 23–35   |
| Georgi Kondratiev              | 2021-2023            | 14       | 3       | 5         | 6        | 34–54   |
| Carlos Alós                    | 2023 - Act.          |          |         |           |          |         |
| Total:                         | 1992–Presente        | 255      | 77      | 63        | 116      | 295–368 |

## Historial de partidos
- Actualizado al último partido jugado el 31 de octubre de 2021

| Torneo                   | J   | G  | E  | P   | Goles   |
| ------------------------ | --- | -- | -- | --- | ------- |
| Clasificación al Mundial | 65  | 14 | 12 | 39  | 67–116  |
| Clasificación a la Euro  | 67  | 15 | 13 | 39  | 53–104  |
| UEFA Nations League      | 12  | 7  | 3  | 2   | 20–8    |
| Amistoso                 | 112 | 41 | 35 | 36  | 155–140 |
| País                     | J   | G  | E  | P   | Goles   |
| Luxemburgo               | 12  | 6  | 4  | 2   | 13–5    |
| Ucrania                  | 9   | 1  | 3  | 5   | 5–12    |
| Estonia                  | 9   | 4  | 1  | 4   | 10–10   |
| Lituania                 | 8   | 4  | 3  | 1   | 15–5    |
| Moldavia                 | 8   | 2  | 4  | 2   | 9–7     |
| Países Bajos             | 8   | 2  | 0  | 6   | 5–17    |
| Armenia                  | 7   | 3  | 2  | 2   | 9–9     |
| Noruega                  | 7   | 2  | 2  | 3   | 5–9     |
| Bulgaria                 | 7   | 2  | 0  | 5   | 6–12    |
| Letonia                  | 6   | 4  | 1  | 1   | 13–7    |
| Polonia                  | 6   | 2  | 2  | 2   | 10–9    |
| Francia                  | 6   | 1  | 2  | 3   | 6–10    |
| Gales                    | 6   | 1  | 0  | 5   | 7–11    |
| Albania                  | 5   | 2  | 2  | 1   | 8–5     |
| Eslovenia                | 5   | 2  | 2  | 1   | 8–5     |
| Israel                   | 5   | 2  | 0  | 3   | 8–9     |
| Finlandia                | 5   | 0  | 3  | 2   | 4–7     |
| Rumania                  | 5   | 0  | 2  | 3   | 4–10    |
| Suecia                   | 5   | 0  | 0  | 5   | 2–16    |
| República Checa          | 6   | 0  | 0  | 6   | 3–14    |
| Andorra                  | 4   | 3  | 0  | 1   | 11–4    |
| Turquía                  | 4   | 1  | 1  | 2   | 7–8     |
| Escocia                  | 4   | 1  | 1  | 2   | 2–5     |
| Italia                   | 4   | 0  | 2  | 2   | 5–9     |
| Rusia                    | 4   | 0  | 2  | 2   | 4–8     |
| España                   | 4   | 0  | 0  | 4   | 1–10    |
| Austria                  | 4   | 0  | 0  | 4   | 0–12    |
| Kazajistán               | 3   | 2  | 1  | 0   | 10–2    |
| Malta                    | 3   | 2  | 1  | 0   | 4–1     |
| Hungría                  | 3   | 1  | 2  | 0   | 7–4     |
| Irán                     | 3   | 1  | 2  | 0   | 4–3     |
| Georgia                  | 3   | 1  | 1  | 1   | 4–3     |
| Macedonia del Norte      | 3   | 1  | 1  | 1   | 2–4     |
| Eslovaquia               | 3   | 1  | 0  | 2   | 2–7     |
| Montenegro               | 3   | 0  | 2  | 1   | 1–2     |
| Suiza                    | 3   | 0  | 0  | 3   | 0–4     |
| Azerbaiyán               | 3   | 1  | 1  | 1   | 4–4     |
| San Marino               | 2   | 2  | 0  | 0   | 7–0     |
| Uzbekistán               | 2   | 1  | 1  | 0   | 4–3     |
| Chipre                   | 2   | 1  | 0  | 1   | 3–2     |
| Canadá                   | 2   | 1  | 0  | 1   | 2–1     |
| UAE                      | 2   | 1  | 0  | 1   | 3–3     |
| Grecia                   | 2   | 1  | 0  | 1   | 1–1     |
| Honduras                 | 2   | 0  | 2  | 0   | 2–2     |
| Libia                    | 2   | 0  | 2  | 0   | 2–2     |
| Dinamarca                | 2   | 0  | 1  | 1   | 0–1     |
| Croacia                  | 2   | 0  | 0  | 2   | 1–4     |
| Bosnia y Herzegovina     | 2   | 0  | 0  | 2   | 0–3     |
| Inglaterra               | 2   | 0  | 0  | 2   | 1–6     |
| Bélgica                  | 2   | 0  | 0  | 2   | 0–9     |
| Tayikistán               | 1   | 1  | 0  | 0   | 6–1     |
| Liechtenstein            | 1   | 1  | 0  | 0   | 5–1     |
| Omán                     | 1   | 1  | 0  | 0   | 4–0     |
| Kirguistán               | 1   | 1  | 0  | 0   | 3–1     |
| Islandia                 | 1   | 1  | 0  | 0   | 2–0     |
| México                   | 1   | 1  | 0  | 0   | 3–2     |
| Irlanda                  | 1   | 1  | 0  | 0   | 2–1     |
| Corea del Sur            | 1   | 1  | 0  | 0   | 1–0     |
| Japón                    | 1   | 1  | 0  | 0   | 1–0     |
| Nueva Zelanda            | 1   | 1  | 0  | 0   | 1–0     |
| Alemania                 | 1   | 0  | 1  | 0   | 2–2     |
| Perú                     | 1   | 0  | 1  | 0   | 1–1     |
| Ecuador                  | 1   | 0  | 1  | 0   | 1–1     |
| Arabia Saudita           | 1   | 0  | 1  | 0   | 1–1     |
| Argentina                | 1   | 0  | 1  | 0   | 0–0     |
| Gabón                    | 1   | 0  | 1  | 0   | 0–0     |
| Jordania                 | 1   | 0  | 0  | 1   | 0–1     |
| Egipto                   | 1   | 0  | 0  | 1   | 0–2     |
| Túnez                    | 1   | 0  | 0  | 1   | 0–3     |
| Irlanda del Norte        | 1   | 0  | 0  | 1   | 0–3     |
| Total:                   | 256 | 70 | 63 | 116 | 295–368 |